# Willy Birgel
Willy Birgel, all'anagrafe Wilhelm Maria Birgel (Colonia, 19 settembre 1891 – Dübendorf, 29 dicembre 1973), è stato un attore tedesco.

## Biografia
Maria Wilhelm Birgel nasce il 19 novembre 1981 dal padre orafo Johann Heinrich Birgel e dalla madre Henriette.
Nel 1910 dopo un periodo di apprendistato con il padre, ha studiato presso la scuola di Arti e Mestieri della Colonia. Nel frattempo segretamente lavora nei teatri della Colonia, invece di continuare i suoi studi artistici presso l'Accademia d'Arte di Düsseldorf, secondo la volontà del padre.
Nel 1912 Il primo ruolo importante e nel dramma popolare Heimgefunden presso il teatro Schauspielhaus. Birgel convince il padre e si iscrive alla scuola di recitazione della Colonia.
Nel 1913 sposa l'attrice Carola Cajetan da cui nasce un figlio.
Dal 1914 al 1918 durante la prima guerra mondiale fa il servizio militare in artiglieria in Serbia.
Nel 1924-1936 si unisce l'ensemble del Teatro Nazionale di Mannheim e diventa l'attore più popolare di quell'anno. I suoi più grandi successi furono in teatro nel ruolo Faust, Mephisto, Franz Moor, Amleto e Riccardo III. Nel 1934 Birgel lavora con Paul Wegener e crea il film Ein Mann will nach Deutschland.
Dal 1934 oltre al suo primo ruolo da protagonista in Fürst Woronzeff riceve da ora in numerosi ruoli cinematografici dal Universum-Film AG come Gustaf e Henry George in Das Mädchen Johanna (1935) o in Zarah Leander Zu neuen Ufern (1937). Si inserisce nel film di propaganda del regime nazista, tra cui Unternehmen Michael (1937), Feinde (1940) e Kameraden (1941).
Nel 1937 Reich è stato nominato attore statale da Joseph Goebbels. Di tanto in tanto Birgel continua a lavorare nei teatri, soprattutto alla Volksbühne di Berlino, guidato dal suo amico Eugen Klöpfer. Nel 1940 si sposa con l'attrice Charlotte Michael. Con lei ha una figlia.
Nel 1941 protagonista in ...reitet für Deutschland, sotto la direzione di Arthur Maria Rabenalt (1905-1993) porta la sua immagine come Herrenreiter des deutschen Films. Dal regista Harald Braun e dal produttore Erich Pommer riceve Birgel in Zwischen gestern und morgen, il suo primo ruolo nel dopoguerra.
Nel 1955 il suo primo e unico tentativo da regista con il film Rosenmontag ed è stato un fallimento e decide di dedicarsi esclusivamente alla recitazione. Birgel si riceve un ingaggio al Schauspielhaus di Zurigo. È anche apparso nelle serie tv.
Nel 1960 ha ricevuto il premio Bambi e nel 1964 riceve il German Film Award.
Nel 1965 il suo ultimo ruolo da attore Schonzeit für Füchse dimostra Birgel che egli può affrontare con ironia con la propria immagine.
Nel 1968 si diviorzò dalla sua seconda moglie Charlotte.

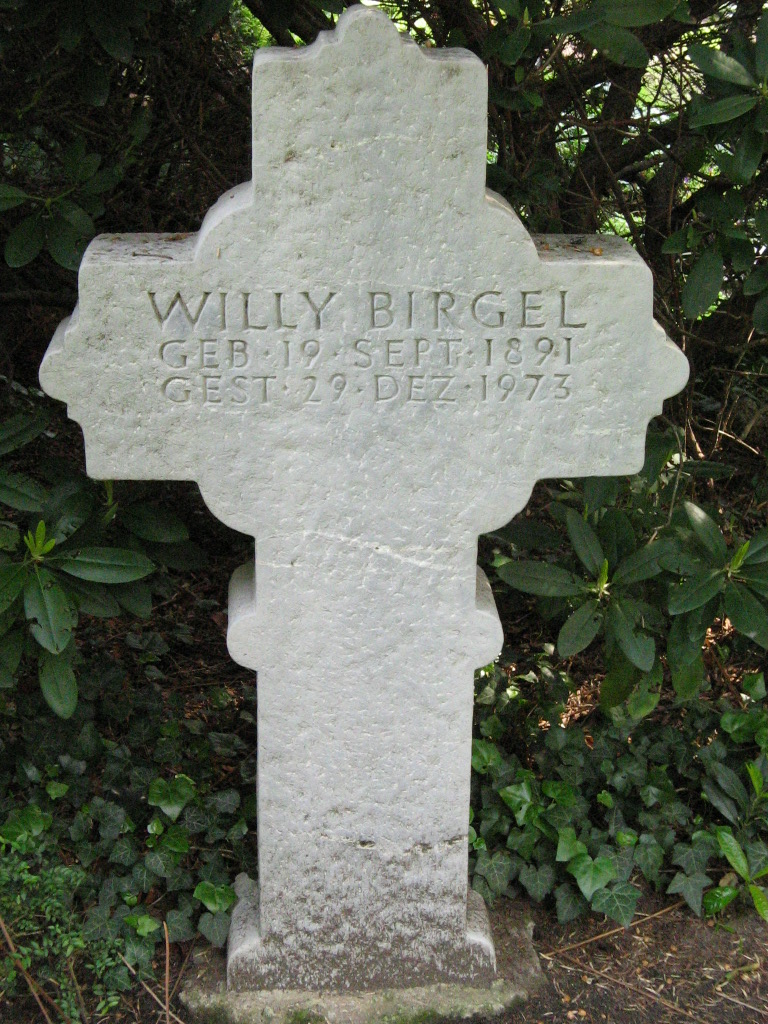
Tomba di Willy Birgel

Nel 1973 Willy Birgel muore di insufficienza cardiaca in Dübendorf, vicino a Zurigo.

## Filmografia parziale
- Il principe Voronzeff (Fürst Woronzeff), regia di Arthur Robison (1934)
- Rose nere (Schwarze Rosen), regia di Paul Martin (1935)
- Giovanna d'Arco (Das Mädchen Johanna), regia di Gustav Ucicky (1935)
- La nona sinfonia (Schlußakkord), regia di Detlef Sierck (Douglas Sirk) (1936)
- Artigli nell'ombra (Verräter), regia di Karl Ritter (1936)
- La prigioniera di Sidney (Zu neuen Ufern), regia di Detlef Sierck (1937)
- La volpe azzurra (Der Blaufuchs), regia di Viktor Turžanskij (1938)
- Wenn die Abendglocken läuten, regia di Alfred Braun (1951)
- Le bellissime gambe di Sabrina, regia di Camillo Mastrocinque (1958)